# Conseil génétique
 (novembre 2017).
Le conseil génétique est le processus par lequel des patients ou des parents présentant un risque de maladie héréditaire sont conseillés et informés de la nature et des conséquences de cette maladie, de la probabilité de la développer ou de la transmettre à leur descendance, et des options qui se présentent à eux en matière de planification de vie et de planification familiale, de manière à prévenir la maladie ou améliorer leur situation. Ce processus complexe peut être séparé en deux parties : le diagnostic (estimation des risques) et une deuxième partie, plus complexe, de conseil en fonction du diagnostic.
Le conseil génétique peut avoir lieu avant la conception (lorsque l'un des parents ou les deux sont porteurs d'un certain trait génétique), durant la grossesse (si une anomalie est détectée à l'échographie ou si la mère doit avoir plus de 35 ans avant l'accouchement), après la naissance (si un trouble ou une malformation congénital(e) est constaté), durant l'enfance (si l'enfant présente des signes de retard du développement), ou même à l'âge adulte (pour les maladies génétiques se manifestant à l'âge adulte comme la Maladie de Huntington ou les cancers héréditaires).
Le film Savoir pour pouvoir réalisé par Jean-François Ternay et produit par l’Association Française contre les Myopathies, explique en profondeur ce qu’est le conseil génétique. Il est consultable en ligne.
Dans certaines régions ou cultures, les tests génétiques pré-maritaux sont déjà une réalité, par exemple dans les pays Ouest-Africains avec un fort taux de Drépanocytose, et chez les Juifs Ashkénazes d'Europe de l'Ouest (comme la Maladie de Tay-Sachs, combattue notamment par le Dor Yeshorim (en)).
Un conseiller en génétique est un professionnel de la santé spécialisé et expérimenté dans le domaine de la génétique et du conseil médical.